# Đồng(II) hexafluorophosphat(V)
Đồng(II) hexafluorophosphat(V) là một hợp chất vô cơ có công thức hóa học là Cu(PF6)2, trong đó PF6− là anion không phối hợp.

## Điều chế
Đồng(II) hexafluorophosphat(V) có thể thu được bằng cách cho đồng(II) nitrat và amoni hexafluorophosphat(V) theo tỷ lệ chuẩn 1:2.
Cu(NO3)2 + 2NH4PF6 → Cu(PF6)2 + 2NH4NO3

## Phức hợp
Cu(PF6)2 có thể tạo phức với NH3, tạo ra Cu(PF6)2·4NH3 và Cu(PF6)2·5NH3·H2O. Pentamin có màu xanh dương nhạt, tetramin có màu đậm hơn.
Đồng(II) hexafluorophosphat(V) có thể tạo phức với rất nhiều hợp chất hữu cơ, như:
- Cu(PF6)2·npyz·pyO (pyz = pyrazine, n = 1, 2; pyO = pyridin-N-oxit);[1]
- Cu(PF6)2·4py (py = pyridin);[5]
- Cu(PF6)2·5py·NH3·H2O, Cu(PF6)2·2en·2H2O (en = ethylenediamine);[6]
- [Cu(L)2ONC(CN)2]PF6 (L = phenanthrolin hoặc 2,2'-bipyridine);[7]
- Cu(PF6)2·3(2,2'-bipyridine) hoặc 1,10-phenanthroline;[8]
- Cu(PF6)2·4(4-methylpyridine);[9]
- Cu(PF6)2·2(4-(4-benzo-15-crown-5)-methyloxy-2,2;6,2-terpyridine);[10]
- Cu(PF6)2·4MeCN.[11]